# بيرت ودروب
بيرت ودروب (بالإنجليزية: Bert Wardrop) (مواليد 26 مايو 1932) هو سبّاح من المملكة المتحدة، مثّل بلاده في الألعاب الأولمبية الصيفية 1952.

## روابط خارجية
بيرت ودروب على موقع أوليمبيديا (الإنجليزية)
- بيرت ودروب على موقع اللجنة الأولمبية البريطانية (الإنجليزية)